# Бульвер, Генри Эрнест Гаскойн
Сэр Ге́нри Эрне́ст Гаско́йн Бу́львер (англ. Sir Henry Ernest Gascoyne Bulwer; 11 декабря 1836 — 30 сентября 1914) — британский колониальный чиновник и дипломат, племянник сэра Генри Бульвер-Литтона (англ.).

## Жизнь
Бульвер получил образование в школе Чартерхаус и Тринити-колледже Кембриджского университета. В течение своей дипломатической карьеры он занимал следующие посты:
- 1860—1864 годы — британский резидент на острове Китира (Ионические острова) под руководством Верховного комиссара Генри Найт Сторкса (англ.).
- 1865 год — секретарь своего дяди, Генри Бульвер-Литтона, посла Великобритании в Константинополе.
- 1866 год — главный распорядитель Тринидада.
- 1867—1869 годы — исполняющий обязанности вице-губернатора Доминики[3].
- 1871—1875 — губернатор Лабуана и генеральный консул на Борнео.
- 1875—1880 — лейтенант-губернатор колонии Наталь.
- 1882—1885 — губернатор колонии Натал и специальный комиссар по делам зулусов.
- 1886—1892 — Верховный комиссар на Кипре.

## Награды
- Орден Святого Михаила и Святого Георгия, кавалер (CMG), 1864 год
- Орден Святого Михаила и Святого Георгия, рыцарь (КCMG), 1874 год
- Орден Святого Михаила и Святого Георгия, кавалер Большого Креста (GCMG), 1883 год

## Память
Во время губернаторства в Лабуане Бульвер представил экземпляр фазана Lophura bulweri в Британский музей. Этот подвид был назван в его честь — фазан Бульвера.